# Peggiopsis rufa
Peggiopsis rufa är en insektsart som beskrevs av Frederick Arthur Godfrey Muir 1913. Peggiopsis rufa ingår i släktet Peggiopsis och familjen Derbidae. Inga underarter finns listade i Catalogue of Life.